# Not Obtain+1
Not Obtain+1 és, junt amb Play Dolls, el primer àlbum de màxima duració del grup de rock japonès, 12012. L'àlbum fou alhora lliurat amb Play Dolls. Not Obtain+1 té alguns senzill i cançons ja publicades des d'abans de febrer del 2006.

## Llista de temes
1. "Incur..." – 5:05
2. "Shounen to Orchestra" (少年とオーケストラ) – 4:41
3. "Suisou no Naka no Kanojo" (水槽の中の彼女) – 4:34
4. "Newspaper" – 4:49
5. "Ray ~Hidari Mawari no Kaichuudokei~ (Ray ~左回りの懐中時計~) – 5:22
6. "Vomit" – 3:30
7. "Swallow" – 4:37
8. "Sick" – 4:45
9. "Knife" (ナイフ) – 4:13
10. "Shower" – 5:07